# Benjamin Olsson
Benjamin Olsson, född 29 januari 1991, är en svensk sprinter tävlande för klubben IFK Helsingborg
2011 sprang han 100 meter vid U23-EM i Ostrava, Tjeckien men slogs ut i försöken med tiden 10,68 s.
Vid EM i Helsingfors 2012 deltog Olsson tillsammans med Tom Kling-Baptiste, Stefan Tärnhuvud och David Sennung i stafett 4x100 meter men laget blev utslaget i försöken.
Olsson tävlade på 200 meter vid U23-EM 2013 i Tammerfors men slogs ut i försöken. Han sprang även korta stafetten ihop med David Sennung, Joel Groth och Jan Wocalewsk. Laget tog sig till final där man kom på en åttonde och sista plats.

## Personliga rekord
| Utomhus - 100 meter – 10,42 (Sollentuna 28 juni 2011) - 100 meter – 10,51 (Sollentuna 6 juni 2008) - 200 meter – 21,01 (Novi Sad, Serbien 25 juli 2009) | Inomhus - 60 meter – 6,86 (Malmö 21 februari 2010) - 60 meter – 6,87 (Malmö 10 februari 2008) - 200 meter – 21,61 (Växjö 9 februari 2013) - 400 meter – 50,92 (Uddevalla 23 februari 2013) |

### Fotnoter
1. ↑  ”Stora SM 2007”. trackandfield.se. Arkiverad från originalet den 4 maj 2013. https://archive.is/20130504152109/http://www.proteamonline.se/storage/customers/978/editor/resultat%20sm%20i%20friidrott%202007.html. Läst 19 april 2013.
2. ↑  ”Stora SM 2012, dag 3”. swedishtiming.se. Arkiverad från originalet den 15 december 2012. https://web.archive.org/web/20121215070334/http://www.swedishtiming.se/resultat/120826.htm. Läst 16 april 2013.
3. ↑  ”Stora inne-SM 2012, resultat”. trackandfield.se. http://www.trackandfield.se/Resultat/2012/120218_19.htm. Läst 19 juli 2012.
4. ↑  ”Stora inne-SM 2009 dag 2, resultat”. ism2009.se. Arkiverad från originalet den 4 mars 2016. https://web.archive.org/web/20160304222657/http://www.ism2009.se/filer/resultat_dag2.html. Läst 17 juli 2012.
5. ↑  ”Stora inne-SM 2013, resultat”. trackandfield.se. http://www.trackandfield.se/Resultat/2013/130215.htm. Läst 18 februari 2013.
6. 1 2 3 4 5 6  ”Personsida på AllAthletics” (på engelska). all-athletics.com. Arkiverad från originalet den 1 april 2017. https://web.archive.org/web/20170401232916/http://www.all-athletics.com/node/74348. Läst 1 april 2017.
7. ↑  ”European Athletics U23 Championships - Ostrava 2011” (på engelska). european-athletics.org. http://www.european-athletics.org/competitions/european-athletics-u23-championships/history/year=2011/results/index.html. Läst 19 oktober 2017.
8. ↑  ”EM / Helsingfors - liverapport 30 juni”. friidrott.se. 30 juni 2012. Arkiverad från originalet den 30 mars 2017. https://web.archive.org/web/20170330005741/http://www.friidrott.se/live.aspx?id=198&4. Läst 29 mars 2017.
9. ↑  ”European Athletics Championships - Helsinki 2012” (på engelska). european-athletics.org. http://www.european-athletics.org/competitions/european-athletics-championships/history/year=2012/results/index.html. Läst 29 mars 2017.
10. ↑  ”European Athletics U23 Championships - Tammerfors 2013”. european-athletics.org. http://www.european-athletics.org/competitions/european-athletics-u23-championships/history/year=2013/results/index.html#. Läst 17 oktober 2017.
11. 1 2 3 4  ”Personsida på European Athletics' webbplats” (på engelska). european-athletics.org. http://www.european-athletics.org/athletes/group=o/athlete=155080-olsson-benjamin/index.html. Läst 1 april 2017.
12. 1 2  ”Personsida på IAAF:s webbplats” (på engelska]). iaaf.org. https://www.iaaf.org/athletes/sweden/benjamin-olsson-236787. Läst 1 april 2017.

.